# Sandro Santos
Sandro Alex Cruz Santos, conhecido como Sandro Santos (Duque de Caxias,  — Carbonita, 16 de outubro de 2010) foi um velocista paralímpico brasileiro.
Sandro conquistou uma medalha de bronze no Campeonato Mundial de Atletismo Paralímpico de 1998. Ele faleceu os 33 anos, vítima de um acidente de ônibus em Minas Gerais. O Comitê Paralímpico Brasileiro decretou luto oficial de três dias.